# Rod Hull
Rodney Stephen Hull (* 13. August 1935 auf der Isle of Sheppey; † 17. März 1999 in Winchelsea) war ein britischer Komiker und Puppenspieler. Bekannt wurde er durch seine Auftritte mit einer fast mannsgrossen Puppennachbildung eines australischen flugunfähigen Emu, der sich ihm und allen anderen gegenüber stets äußerst aggressiv verhielt.

## Leben
Rod Hull absolvierte die Delemark Road School und die County Technical School in Sheerness. Nach dem Wehrdienst bei der Royal Air Force arbeitete er als Elektriker. 1956 ging er nach Australien und war dort zunächst als Beleuchtungstechniker bei TCN Channel 9 in Sydney tätig. Danach trat er vor der Kamera zunächst als Constable Clot in Kaper Kops auf, eine Serie, die regelmäßig im Kinderfernsehen am Nachmittag zu sehen war und Hull wurde somit einer breiten Öffentlichkeit bekannt. Später arbeitete er als Co-Moderator in Marilyn Mayo's Frühstücksprogramm The Super Flying Fun Show, wobei er erstmals mit seiner Emu-Puppe auftrat. 1971 kehrte er in seine Heimat Großbritannien zurück.
Hull heiratete seine erste Frau Sandra 1958, aus der Ehe stammen zwei Töchter. Seine zweite Frau Cher Hylton-Hull brachte bereits eine Tochter mit in die Ehe. Gemeinsam hatten sie vier Kinder. Cher, die maßgeblich an dem Erfolg ihres Mannes beteiligt war, kehrte dennoch mit ihren Kindern in ihre australische Heimat zurück, während Hull auf eine Schaffarm in East Sussex umzog.
Am Abend des 17. März 1999 kletterte Hull auf das Dach seines Hauses, um dort eine Fernsehantenne auszurichten. Er rutschte auf seiner Leiter aus, stürzte durch das Dach seines Gewächshauses und kam durch einen Schädelbruch und Brustverletzungen ums Leben.